# ABSAF
ABSAF (Appingedammer BSA Fabriek) is een Nederlands bedrijf dat motorfietsen voor klassieker-races prepareert en bouwt.
Het bedrijf staat onder leiding van Jan de Jong en maakt in eigen beheer onderdelen voor BSA Gold Star-motorfietsen of complete motorfietsen waarmee wereldwijd in races voor klassieke motoren gereden wordt.
De productie begon in Appingedam, maar vanwege de aardbevingen in Groningen is het bedrijf verhuisd naar Nieuwolda.